# Tereza Matuszková
Tereza Matuszková Rossi (Ostrava, 3 dicembre 1982) è una pallavolista ceca.
Gioca nel ruolo di opposto.

## Carriera
Tereza Matuszková inizia la propria carriera pallavolistica professionale nel 2002 giocando nel NH Ostrava, squadra della sua città natale. Nel 2003 si trasferisce in Francia nel massimo campionato, dove restera per tre anni: per due stagioni indossa la maglia del VBC Riom, club con il quale nel primo anno di permanenza raggiunge il terzo posto in campionato; nella stazione 2005-06 viene ingaggiata dallo SF Paris Saint-Cloud, squadra neopromossa in Pro A.
Nella stagione 2006-07 si trasferisce nello Stowarzyszenie Siatkówki Kaliskiej Calisia Kalisz, squadra che milita nel massimo campionato polacco e dove vince anche i suoi primi trofei come la Coppa di Polonia e lo scudetto. Si è ritaglia il proprio spazio anche nella nazionale ceca con la quale partecipa agli campionato europeo 2007.
Nel 2007 arriva in Italia indossando la maglia di Roma in serie A2: seppur la squadra disputa un campionato di media classifica, Tereza riesce a mettersi ben in luce, ottenendo a fine stagione un risultato di 473 punti realizzati, seconda realizzatrice della squadra dopo Mariann Nagy. Nella stagione 2008-2009 viene acquistata da Busto Arsizio, in serie A1, con il quale disputa un campionato in crescendo: con la squadra arriva al quarto posto in campionato, conquistando per la prima volta l'accesso ad una competizione europea. Nella stagione 2009-10 lascia la squadra bustocca per diventare opposto titolare nella Pallavolo Villanterio di Pavia.
Nella stagione 2010-11 viene ingaggiata dalla neo-promossa Universal Volley Femminile Modena infortunandosi però a metà stagione. Nell'annata 2011-12 va a giocare nella V-League sudcoreana con la squadra del GS Caltex Seoul. Nella stagione 2012-13 torna in Italia, ingaggiata dal Crema Volley, tuttavia, a metà annata, a causa dei problemi societari, viene ceduta alla squadra turca del Beşiktaş Jimnastik Kulübü.
Nel campionato 2013-14 per la Lokomotiv Bakı Voleybol Klubu, nella Superliqa azera, mentre nella stagione 2014-15 è nuovamente nel campionato italiano, giocando per la Pro Victoria, in Serie A2.
Nel campionato 2015-16 ritorna nella massima serie italiana col Volleyball Casalmaggiore, aggiudicandosi la Supercoppa italiana e la Champions League. Rientra in campo nel gennaio 2017 per concludere la stagione con il Neruda Volley di Bronzolo, sempre in Serie A1. Nel gennaio 2019 si accasa invece alla VolAlto Caserta, in Serie A2, con cui termina il campionato.

## Palmarès

### Club
- Campionato polacco: 1

2006-07
- Coppa di Polonia: 1

2006-07
- Supercoppa italiana: 1

2015
- Champions League: 1

2015-16